# (12722) Petrarca
(12722) Petrarca (1991 PT1) – planetoida z pasa głównego asteroid okrążająca Słońce w ciągu 3,51 lat w średniej odległości 2,31 j.a. Odkryta 10 sierpnia 1991 roku.